# Ornithion semiflavum
El mosquerito ventriamarillo  (Ornithion semiflavum) es una especie de ave paseriforme de la familia Tyrannidae, perteneciente al género Ornithion. Es nativo de México y América Central.

## Nombres comunes
Se le denomina también mosquerito cejiblanco (en Costa Rica), mosquerito cejigrís (en Honduras), mosquiterito cejiblanco (en Nicaragua), tiranolete ventriamarillo (en Panamá), mosquero ceja blanca o mosquerito enano (en México).

## Distribución y hábitat
Se distribuye desde el sur de México (Veracruz, norte de Oaxaca, Tabasco, Chiapas), por la pendiente caribeña de Guatemala, Belice, Honduras, Nicaragua, hasta el norte de Costa Rica, y por la pendiente del Pacífico de Costa Rica hasta el extremo oeste de Panamá (oeste de Chiriquí).
Esta especie es considerada de poco común a bastante común, tal vez ignorada con frecuencia, en sus hábitats naturales: las selvas húmedas y sus bordes, crecimientos secundarios maduros, plantaciones y jardines con árboles altos, y matorrales altos semi-caducifolios; entre el nivel del mar y los 1500 m de altitud.

## Sistemática

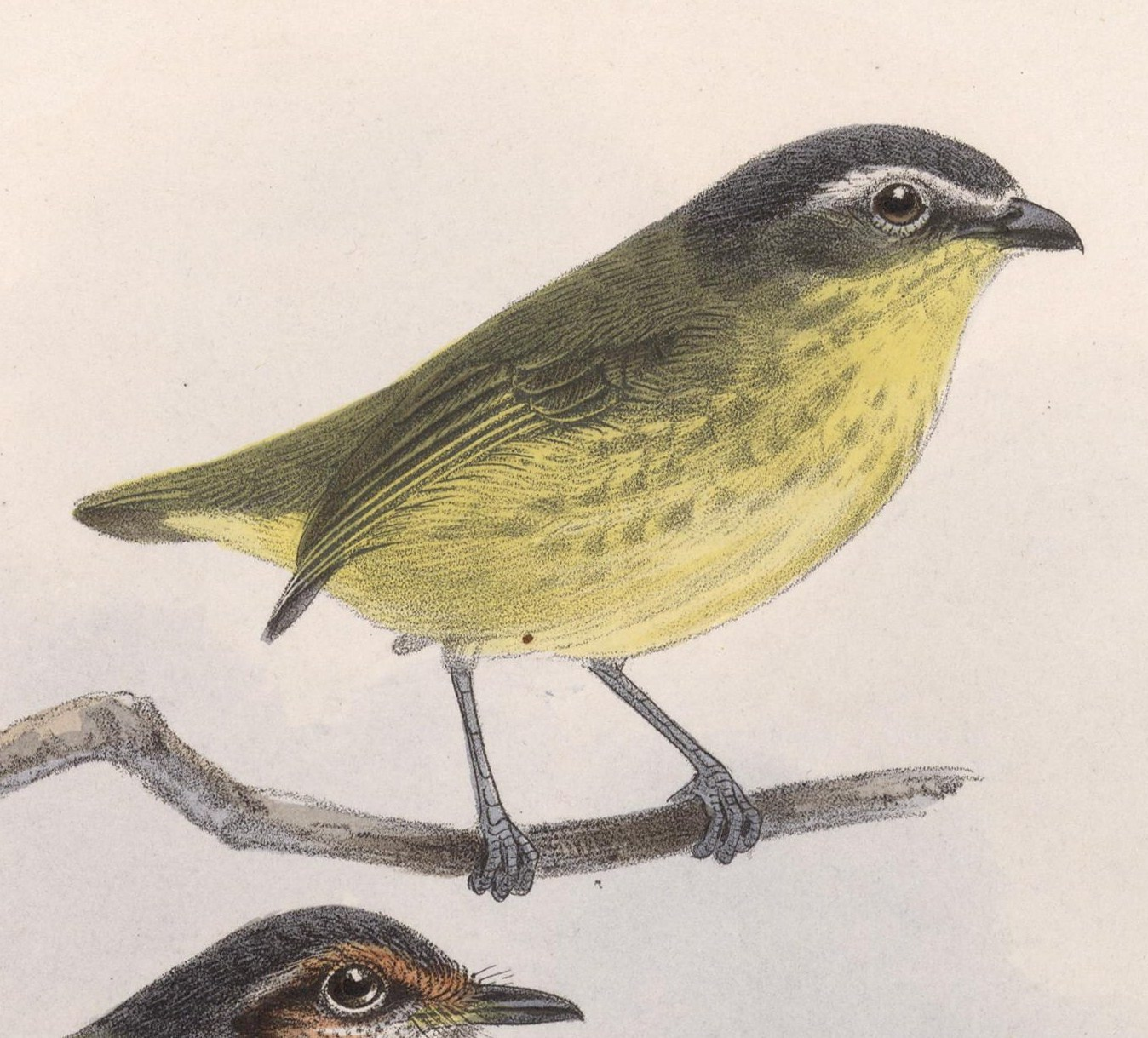
Tyrannulus semiflavus = Ornithion semiflavum, ilustración de John Gerrard Keulemans en Biologia Centrali-Americana, 1902.

### Descripción original
La especie O. semiflavum fue descrita por primera vez por los zoólogos británicos Philip Lutley Sclater y Osbert Salvin en 1860 bajo el nombre científico Tyrannulus semiflavus; su localidad tipo es: «"Verae Pacis" (Verapaz), Guatemala».

### Etimología
El nombre genérico neutro «Ornithion» en griego significa ‘pequeña ave’ (diminutivo de «ornis» que significa ‘ave’); y el nombre de la especie «semiflavum» se compone de las palabras del latín «semi»  que significa ‘mitad’, y «flavus» que significa ‘amarillo’.

### Taxonomía
Anteriormente fue considerada conespecífica con Ornithion brunneicapillus y ambas fueron separadas en un género Microtriccus; pero se diferencian en el plumaje, la vocalización y el hábitat, además, aparentemente no intergradan donde sus zonas se sobreponen en Costa Rica. Es monotípica.